# Eintracht Spontent
Eintracht Spontent ist ein deutscher Volleyballverein aus Düsseldorf. Der Verein ging aus dem Medienunternehmen Spontent hervor und ist mit seiner Frauen-Mannschaft in der Saison 2025/26 in der 2. Volleyball-Bundesliga Pro vertreten. Außerdem spielen einige Beachvolleyballspieler für Eintracht Spontent.

## Volleyball

### 2. Bundesliga Pro
In der Saison 2025/26 tritt Eintracht Spontent mit einer Frauenmannschaft in der 2. Volleyball-Bundesliga Pro an. Dazu übernahm Spontent die Lizenz des bisherigen Zweitligisten VC Allbau Essen, der nach Düsseldorf umzieht.

### Weitere Mannschaften
Die erste Männer-Mannschaft des Vereins schaffte 2025 den Aufstieg aus der Oberliga in die Regionalliga. Drei weitere Mannschaften spielten 2023/24 in der Bezirksliga bzw. Bezirksklasse. Die bis dahin einzige Frauen-Mannschaft trat 2023/24 in der Kreisliga an.
Obwohl der Verein in Amateurligen aktiv ist, standen und stehen im Kader einige Spieler, die bereits auf höherem Niveau aktiv waren. Dazu gehören neben dem Spontent-Geschäftsführer und ehemaligen Beachvolleyball-Meister Alexander Walkenhorst die früher in der ersten Liga aktiven Spieler Daniel Wernitz und Gergely Chowanski, der ehemalige Schweizer Nationalspieler Peer Harksen und der frühere Zweitliga-Spieler Leo Große-Westermann.

## Beachvolleyball
Einige deutsche Beachvolleyballspieler und -spielerinnen treten für Eintracht Spontent an. In der Saison 2025 gehören dazu bei den Frauen die Europameisterin Cinja Tillmann, Sandra Ittlinger sowie die Duos Schürholz/Uhl und Borger/Schieder und bei den Männern das Nationalteam Winter/Pfretzschner, Paul Henning und die Brüder Benedikt und Jonas Sagstetter.

## Geschichte
Die Geschichte von Eintracht Spontent begann als Betriebssport-Mannschaft des Medienunternehmens Spontent, das Livestreams der Volleyball-Bundesliga produziert und die German Beach Tour überträgt. In der Saison 2022/23 spielte die dritte Volleyball-Mannschaft von DJK TuSA 06 Düsseldorf unter dem noch inoffiziellen Namen Eintracht Spontent in der Bezirksliga 6 des WVV. Die Mannschaft wurde in der Liga ohne Satzverlust Meister und erreichte im Bezirkspokal Ruhr das Viertelfinale gegen den Moerser SC.
2023 gründeten Spontent-Geschäftsführer Alexander Walkenhorst und seine Mitspieler offiziell den eigenen Verein Eintracht Spontent mit zwei Mannschaften. Die erste Mannschaft wurde in der Saison 2023/24 ungeschlagen Meister in der Verbandsliga 2 des WVV. In der Saison 2024/25 absolvierte Eintracht Spontent auch die Oberliga 1 ohne Niederlage. Außerdem gewann der Verein den Bezirkspokal gegen den Drittligisten Moerser SC.
Insgesamt stellte der Verein in der Saison 2024/25 vier Männerteams und eine Frauenmannschaft im aktiven Spielbetrieb.
Ende März 2025 verkündete der Verein, dass er das Spielrecht des bisherigen Zweitligisten VC Allbau Essen für die 2. Volleyball-Bundesliga Pro 2025/26 übernimmt, der dafür nach Düsseldorf umzieht. Der Kontakt kam zustande, weil Spontent-Geschäftsführer Alexander Walkenhorst und der Trainer Marcel Werzinger ihre Volleyball-Karriere gemeinsam in Essen begannen.

## Medialisierung
Eintracht Spontent nutzt die Ressourcen des Medienunternehmens seit der ersten Saison, um bereits in den unterklassigen Ligen den Spielbetrieb vollständig zu medialisieren. Die Heimspiele und manche Auswärtsspiele werden in kommentierten Livestreams auf Twitch übertragen. Außerdem gibt es auf YouTube und Social Media Highlight-Videos von den Spielen und Einblicke ins Training.